# Эрмосильо, Карлос
Ка́рлос Мануэ́ль Эрмоси́льо Гойторту́а (исп. Carlos Manuel Hermosillo Goytortúa; 24 августа 1964, Серро-Асуль, Веракрус, Мексика) — мексиканский футболист, нападающий. После Уго Санчеса и де ла Фуэнте Эрмосильо — лучший игрок в истории мексиканского футбола: по опросу МФФИИС он занимает 3-е место среди лучших футболистов XX века в Центральной и Северной Америке.

## Биография
Эрмосильо начал профессиональную карьеру в клубе «Америка» (Мехико) в сезоне 1983—1984. Почти всю карьеру провёл у себя на родине. Лучшие годы Эрмосильо пришлись на период выступлений в «Крус Асуле», где он дважды (1994/95 и 1995/96) становился лучшим бомбардиром чемпионата Мексики (35 и 36 голов соответственно). Также он совершил два недолгих вояжа в Бельгию и Соединённые Штаты Америки, где за «Лос-Анджелес Гэлакси» забил 14 голов и сделал 15 передач за два сезона в регулярном чемпионате, лучше всего играя в решающих матчах серии плей-офф, где он забил ещё пять голов и сделал одну голевую передачу.
17 августа 2001 года Эрмосильо был удалён с поля за то, что начал драку с Фернандо Кирарте, позже повлёкшую массовое побоище. Он был дисквалифицирован на 12 матчей, после чего завершил карьеру.
Интересно, что в начале своей спортивной карьеры, 17 августа 1986 года, Эрмосильо тоже удалялся с поля и тоже за драку с Кирарте. Тогда зачинщиком выступил Кирарте, что также повлекло драку всех игроков, включая запасных. Это случилось в матче «Америка»-«Гвадалахара» на стадионе «Ацтека» и судья Антонио Маркес на 71 минуте матча («Америка» вела в счёте 1:0) удалил всех 22 игроков за участие в коллективной драке. Матч так и не был доигран.
За сборную Мексики Эрмосильо провёл 90 матчей, забив в них 35 мячей, что является вторым результатом в истории вместе с Луисом Эрнандесом, уступая только Хареду Борхетти.
С 1 декабря 2006 года Карлос Мануэль Эрмосильо был назначен главой Национальной комиссии спорта (исп. Comision Nacional del Deporte), отвечающей за всю политику в области спорта в стране. Президент Мексики Фелипе Кальдерон назначил его в качестве члена своего расширенного кабинета.

## Титулы и достижения
- Чемпион Мексики (3): 1984, Зим. 1997, Зим. 1998
- Обладатель Кубка Мексики (1): 1997
- Победитель Лиги чемпионов КОНКАКАФ (2): 1996, 1997
- Лучший бомбардир чемпионата Мексики (3): 1994 (27), 1995 (35), 1996 (36)
- Второй бомбардир чемпионата Мексики за всю историю — 294 гола
- Второй бомбардир сборной Мексики за всю историю — 35 мячей